# Kuno Becker
Kuno Becker, Eduardo Kuno Becker Paz, född 14 januari 1978 i Mexico City är en mexikansk skådespelare som är mest känd som huvudperson i Goal!-filmerna. 

## Filmografi
Filmer som har haft svensk premiär:
- 2005 - Goal! - Santiago Munez